# Grand Prix automobile d'Albi
Le Grand Prix automobile d'Albi ou Grand Prix automobile de l'Albigeois est une épreuve de course automobile qui a lieu chaque année sur le circuit d'Albi, dans le Tarn, France.

## Histoire
Le premier Grand Prix d'Albi a été disputé en 1933 sur le circuit des Planques avec des voitures dites de « Grand Prix », puis avec des voiturettes.
Le VIIe Grand Prix de l'Albigeois, le 16 juillet 1939 (réservé alors aux voiturettes depuis la saison précédente) est la dernière compétition automobile d'importance organisée en France avant le second conflit mondial, quelques jours après le Grand Prix de l'A.C.F. 1939. Elle est remportée par l'Anglais Johnnie Wakefield sur Maserati 4CL (le vainqueur 1938 étant l'Italien Luigi Villoresi sur Maserati 6CM, toujours en juillet).

## Palmarès

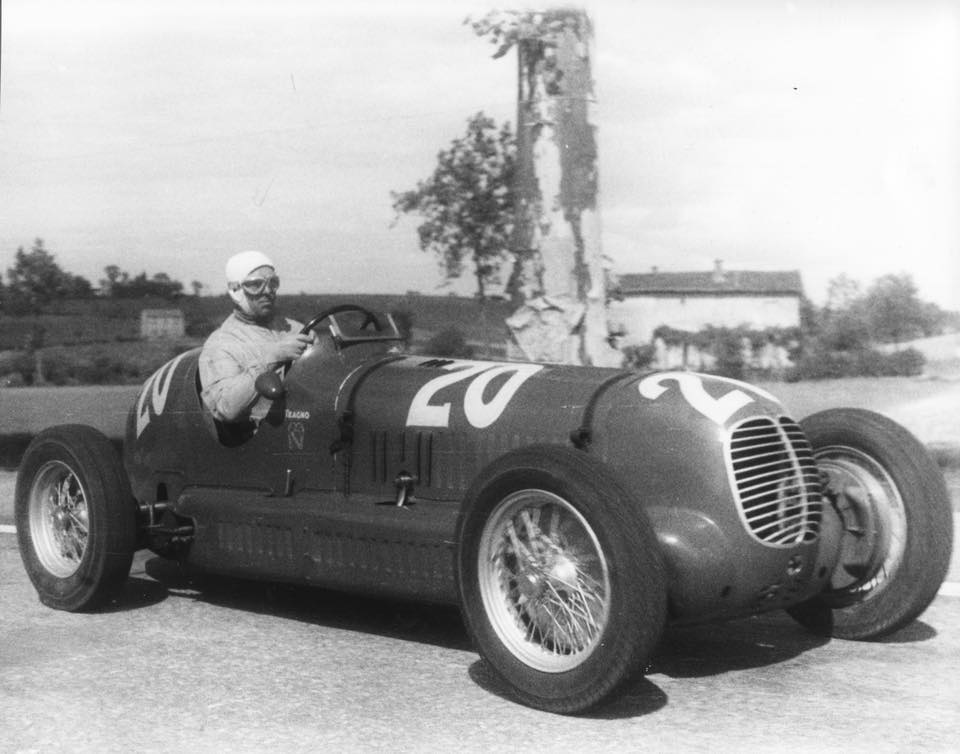
Edoardo Teagno, 2e en 1938, au volant d'une Maserati 6CM.

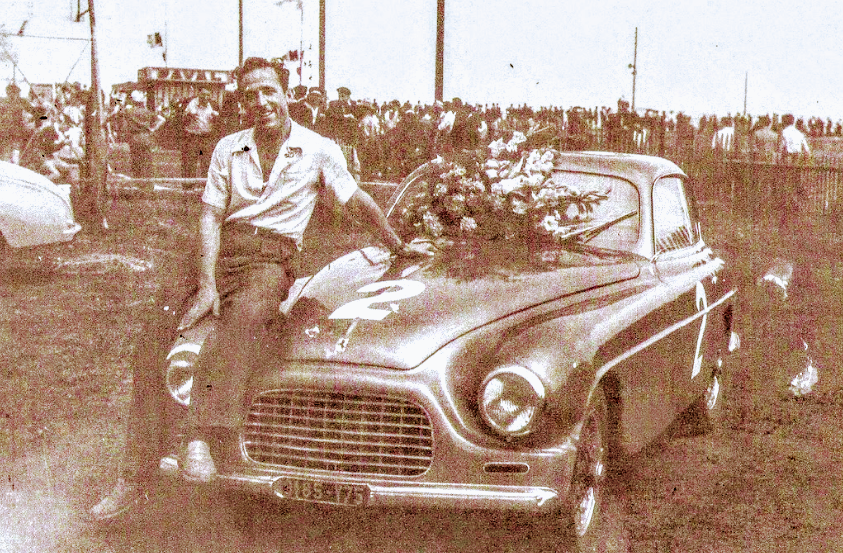
Jean Renaldo posant en vainqueur du Grand Prix GT 1952.

| Année     | Vainqueur               | Voiture        | Catégorie      | Circuit              | Résultats |
| --------- | ----------------------- | -------------- | -------------- | -------------------- | --------- |
| 1933      | Louis Braillard         | Bugatti        | Voiturette     | Circuit des Planques | Résultats |
| 1934      | Rupert Featherstonhaugh | Maserati       | Voiturette     | Circuit des Planques | Résultats |
| 1935      | Pierre Veyron           | Bugatti        | Voiturette     | Circuit des Planques | Résultats |
| 1936      | Prince Bira             | ERA            | Voiturette     | Circuit des Planques | Résultats |
| 1937      | Raymond Mays            | ERA            | Voiturette     | Circuit des Planques | Résultats |
| 1938      | Luigi Villoresi         | Maserati       | Voiturette     | Circuit des Planques | Résultats |
| 1939      | Johnnie Wakefield       | Maserati       | Voiturette     | Circuit des Planques | Résultats |
| 1940–1945 | Non couru               | Non couru      | Non couru      | Non couru            | Non couru |
| 1946      | Tazio Nuvolari          | Maserati       | Voiturette     | Circuit des Planques | Résultats |
| 1947      | Louis Rosier            | Talbot         | Formule 2      | Circuit des Planques | Résultats |
| 1948      | Luigi Villoresi         | Maserati       |                | Circuit des Planques | Résultats |
| 1949      | Juan Manuel Fangio      | Maserati       |                | Circuit des Planques | Résultats |
| 1950      | Raymond Sommer          | Talbot         | Formule 1      | Circuit des Planques | Résultats |
| 1951      | Maurice Trintignant     | Simca-Gordini  | Formule 1      | Circuit des Planques | Résultats |
| 1952      | Louis Rosier            | Ferrari        | Formule 1      | Circuit des Planques | Résultats |
| 1953      | Louis Rosier            | Ferrari        | Formule 1      | Circuit des Planques | Résultats |
| 1954      | Non couru               | Non couru      | Non couru      | Non couru            | Non couru |
| 1955      | André Simon             | Maserati       | Formule 1      | Circuit des Planques | Résultats |
| 1956-1961 | Non couru               | Non couru      | Non couru      | Non couru            | Non couru |
| 1959      | Colin Davis             | Taraschi       | Formule Junior | Circuit d'Albi       | Résultats |
| 1960      | Henry Taylor            | Cooper         | Formule Junior | Circuit d'Albi       | Résultats |
| 1961      | Non couru               | Non couru      | Non couru      | Non couru            | Non couru |
| 1962      | Peter Arundell          | Lotus          | Formule Junior | Circuit d'Albi       | Résultats |
| 1963      | Peter Arundell          | Lotus          | Formule Junior | Circuit d'Albi       | Résultats |
| 1964      | Jack Brabham            | Lotus          | Formule 2      | Circuit d'Albi       | Résultats |
| 1965      | Jim Clark               | Lotus          | Formule 2      | Circuit d'Albi       | Résultats |
| 1966      | Jack Brabham            | Brabham        | Formule 2      | Circuit d'Albi       | Résultats |
| 1967      | Jackie Stewart          | BRM            | Formule 2      | Circuit d'Albi       | Résultats |
| 1968      | Henri Pescarolo         | Matra          | Formule 2      | Circuit d'Albi       | Résultats |
| 1969      | Graham Hill             | Lorus          | Formule 2      | Circuit d'Albi       | Résultats |
| 1970      | Non couru               | Non couru      | Non couru      | Non couru            | Non couru |
| 1971      | Emerson Fittipaldi      | Lotus-Cosworth | Formule 2      | Circuit d'Albi       | Résultats |
| 1972      | Jean-Pierre Jaussaud    | Brabham-Ford   | Formule 2      | Circuit d'Albi       | Résultats |
| 1973      | Vittorio Brambilla      | March-BMW      | Formule 2      | Circuit d'Albi       | Résultats |